# Дерби дю Нор
Дерби дю Норд (на френски: Derby du Nord) е името на дербито между футболните отбори от северна Франция Ланс и Лил. В превод означава Дерби на Севера. Съперничеството между двата отбора се базира на социални фактори - Ланс е индустриален град, традиционен център на въгледобива, а Лил е богат и модерен град, населен предимно с хора от средната класа.
|        | Мачове | 0Ланс0 | Равенства | 0Лил0 |
| Лига 1 | 93     | 31     | 30        | 32    |
| Купи   | 10     | 3      | 1         | 6     |
| Общо   | 103    | 34     | 31        | 38    |